# 道 (1954年の映画)
『道』（みち、伊: La Strada; ラ・ストラーダ）は、1954年製作・公開のイタリア映画。

## 作品概要
フェデリコ・フェリーニ監督作品で、第29回アカデミー賞「外国語映画賞」を受賞した。自他共に認めるフェリーニの代表作の一つ。フェリーニの作品の中では最後のネオリアリズム映画といわれる。チネチッタ撮影映画。ストーリーは道化師たちの悲哀が展開し、破天荒な監督フェリーニの人生が反映されている。同じネオリアリズムの映画監督であるビスコンティは伯爵貴族であったが、フェリーニは少年時に神学校を脱走してサーカス小屋に逃げ込んで連れ戻されたり、10代で駆け落ちをしたり、ローマで放浪生活をして詐欺師にまでなっていた過去がある。
家族主義やローマ・カトリックの色濃い国家イタリアで生まれ育ったフェリーニ監督の著書『私は映画だ / 夢と回想』（1978年）に、映画『道』に関する次のような記述がある。

## ストーリー

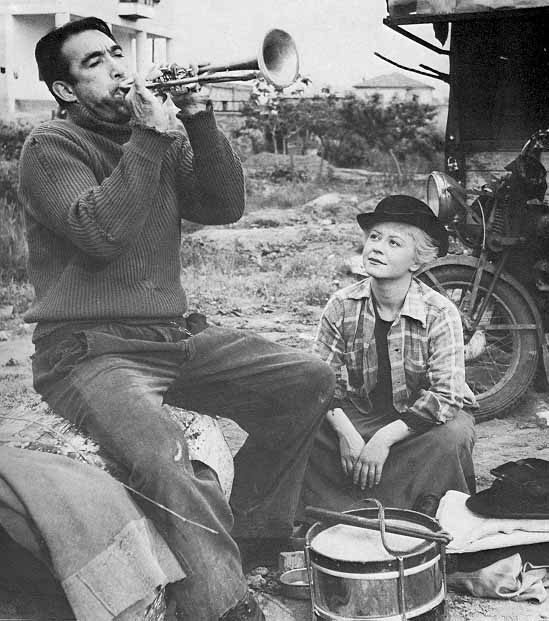
アンソニー・クイン、ジュリエッタ・マシーナ

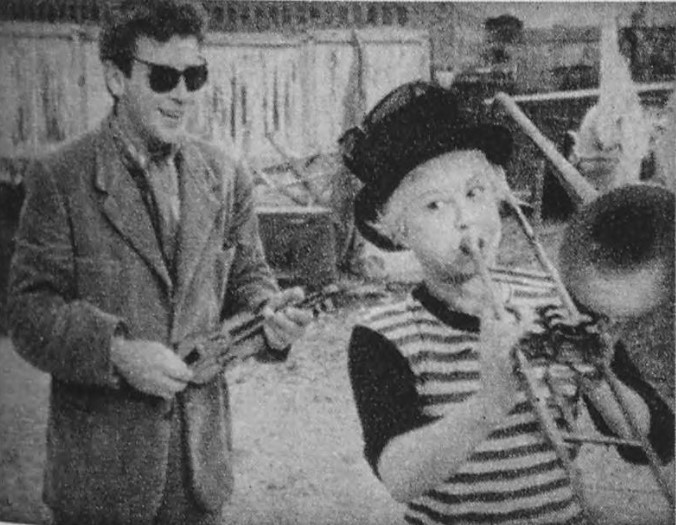
リチャード・ベイスハート、ジュリエッタ・マシーナ

旅芸人のザンパノは体に巻いた鉄の鎖を切る大道芸を売り物にしていたが、芸のアシスタントだった女が死んでしまったため、女の故郷へ向かい、女の妹で、頭は弱いが心の素直なジェルソミーナをタダ同然で買い取る。ジェルソミーナはザンパノとともにオート三輪で旅をするうち、芸を仕込まれ、女道化師となるが、言動が粗野で、ときに暴力を振るうザンパノに嫌気が差し、彼のもとを飛び出す。
あてもなく歩いた末にたどり着いた街で、ジェルソミーナは陽気な綱渡り芸人・通称「イル・マット」の芸を目撃する。追いついたザンパノはジェルソミーナを連れ戻し、あるサーカス団に合流する。そこにはイル・マットがいた。イル・マットとザンパノは旧知であるうえ、何らかの理由（作中では明示されない）で険悪な仲だった。イル・マットはザンパノの出演中に客席から冗談を言って彼の邪魔をする一方で、ジェルソミーナにラッパを教える。
ある日、イル・マットのからかいに我慢の限界を超えたザンパノは、ナイフを持って彼を追いかけ、駆け付けた警察に逮捕される。この事件のためサーカス団は街を立ち去らねばならなくなり、責任を問われたイル・マットとザンパノはサーカス団を解雇される。ジェルソミーナはサーカス団の団長に、同行するよう誘われるが、自分が足手まといになると感じた彼女は街に残ることを選ぶ。それを知ったイル・マットは、「世の中のすべては何かの役に立っている。それは神さまだけがご存知だ。ジェルソミーナもザンパノの役に立っているからこそ連れ戻されたんだ」と告げ、ザンパノのオート三輪を駆って、彼が留置されている警察署へジェルソミーナを送り届け、立ち去る。釈放されたザンパノは、イル・マットが勝手にオート三輪を使ったことをさとり、渋い表情を見せる。
ジェルソミーナとザンパノは再び2人だけで大道芸を披露する日々を送る。ある日ザンパノは、路上で自動車を修理するイル・マットを見かけ、彼を殴り飛ばす。自動車の車体に頭をぶつけたイル・マットは、打ち所が悪く、そのまま死んでしまう。ザンパノは自動車事故に見せかけるため、イル・マットの自動車を崖下に突き落とし、ジェルソミーナを連れてその場を去る。それ以降、ジェルソミーナは虚脱したまま何もできなくなり、大道芸のアシスタントとして役に立たなくなる。ザンパノはある日、居眠りするジェルソミーナを置き去りにする。
数年後。ある海辺の町で鎖の芸を披露するザンパノだったが、年老いた彼の芸はかつての精彩を欠いていた。ザンパノはそこで、地元の娘が耳慣れた歌を口ずさんでいるのを聞く。それはかつてジェルソミーナがラッパで吹いていた曲であった。ザンパノはその娘から、ジェルソミーナと思われる女がこの町に来て、娘の家にかくまわれ、やがて死んだことを聞き出す。いたたまれなくなったザンパノは酒場で痛飲し、大暴れしたあげく、町をさまよう。海岸にたどり着いたザンパノは、砂浜に倒れ込み、嗚咽を漏らした。

## キャスト
役名、俳優の順に記載。
- ザンパノ: アンソニー・クイン - Zampanòという名前の由来のzampa（ザンパ）は動物の脚やひずめ。諧謔で人間の脚にも使われる。粗野の象徴。有名な豚料理ザンポーネ（Zampone）はこれの語形変化。ザンパノの粗暴は、同業の綱渡り道化師イル・マットを殴り倒し、自動車を川に沈め、ワイン酒場で喧嘩をして追い出され、店外に置いてあるドラム缶をスクリーンのほうに放り投げる。道化師としての彼は、ディケンズ『クリスマス・キャロル』さながらの鎖芸を見世物とする。これは、鎖を胸に巻き付け、鉤（フック）を破壊して封印を解くという素朴な怪力芸で、「鋼鉄の肺の男」の異名を持つ。彼はアメリカ製のバイクで巡業する。このバイクは、『道』の前年に公開されたチネチッタ作品『ローマの休日』の「ベスパ」のような小洒落たところのない、おんぼろバイクである（『ローマの休日』ヒロイン王女アンが序盤で忍び込む3輪トラックのような荷台が付いている）。また同じくチネチッタ作品『クォ・ヴァディス』（1951年）についていえば、『道』には「Dove vai?」（ドヴェ ヴァイ?）というザンパノの台詞が終盤に出て来る。このイタリア語はラテン語「Quo vadis?」（クォ ヴァディス?）と同義である（映画『クォ・ヴァディス』は、イエスが「最後の晩餐」の際に弟子ペトロから問われたその言葉「Quo vadis? / どこへ行かれるのですか?」が映画の題名になっている）。『道』のシーンの描写は度々、示唆にとどめられてはっきりとわからない。ザンパノは旅先で女性たちといい仲になるが、ラヴ・シーンの映像はない。旅の途中、ザンパノと何があってジェルソミーナが実家へ帰ると行って離れたのかわからない。神聖な修道院で装飾品のシルバーハートを最終的にジャン・ヴァルジャンのように盗んでしまったのかわからない。脚本ではザンパノは終盤のサーカスで鎖芸を失敗するが、映画の映像は失敗したかどうかはっきりわかる時点までを追わず、あくまでザンパノのそれはスクリーンの向こうの観覧者に委ねられる。
- ジェルソミーナ: ジュリエッタ・マシーナ - Gelsomina[* 1]はジャスミンの花。純粋の象徴。このショートカット・ヘアの女の子ジェルソミーナを演じる俳優ジュリエッタ・マシーナはフェリーニ監督の妻で、ムッソリーニ政権から隠れて生活していた2人は政権崩壊後の1943年10月に結婚した。ジェルソミーナは映画の中でザンパノからぞんざいに扱われ、時に「Siete una bestia! / ケダモノ!」（スィエテ ウナ ベースティア!）とザンパノを罵る。彼女は旅の途中でトマトを栽培しようとする突飛な行動に出て、構わず巡業に出発するザンパノから「Che pomodori / ケッ、トマトだと」（ケッ ポモドーリ）と蔑まれつつ、リンゴを渡される[* 2]。彼女は中盤で綱渡り芸人イル・マットに付き従う。ザンパノがイル・マットを殺してからは、「うんうん」と声をあげながら、うわごとを言うようになる。ザンパノと離れて何年かの後、生命を終える。ジェルソミーナは、まるで天使のような役回り[7]。
- 綱渡り芸人: リチャード・ベイスハート - il Matto：狂人の意味[* 3]。映画のオープニングクレジットタイトルに「Il “Matto”」という役名が流れる。「イル・マット」や「キ印」（きじるし）と訳されることがある。芸達者な彼は綱渡りの綱の上にテーブルとイスをセットしてスパゲッティを食べる。ローマのある公演では空中ブランコの曲芸を披露。このほか、小型バイオリンを弾きこなし悲しいメロディ（映画『道』テーマ曲）を奏でながら、自分の尻に向けてジェルソミーナにラッパを「ブー」と吹かせるシーンがある。イル・マットはジェルソミーナに、ザンパノという男は犬と同じで、ジェルソミーナを好きで話をしたいのに吠えるしかないのだと説く。彼はザンパノをとことんからかい、ザンパノは大爆発する。ザンパノは喜劇でライフル銃を持ち、ライフル銃の意の単語「fucile」（フチーレ）をきちんと発音せず、「ciufile」（チュフィーレ）という幼稚で人畜無害な印象を与える言い方をして、そのせいでジェルソミーナはザンパノを怖がらない[8]。それにより人々らを面白がらせるのだが、「鋼鉄の肺を持つ男」であるザンパノは、いちいちイル・マットから可愛らしく「チュフィーレ」呼ばわりされて相当頭に来ていた[* 4]。ある日、彼はザンパノの3発（後にザンパノは2発と言っている[* 5]）で打ちどころを悪くして死んでしまう。イル・マットを殴り倒した時、彼は「チュフィーレ」のお礼だと捨て台詞を吐く。映画評論家・淀川長治の解説では、このイル・マットは神である[9]。

## 音声
当時のイタリア映画の慣習から、撮影は音声の録音が行われず、会話と音楽と音響効果は後で追加された。ゆえに、キャストたちはそれぞれの日常の使用言語を撮影中に話し、クインとベイスハートは英語、マシーナその他の面々はイタリア語であった。
クインはメキシコ・チワワ生まれのアメリカ育ち、ベイスハートはアメリカ・オハイオ生まれのアメリカ育ちで、この2人はイタリア語を話さず、イタリア語のオリジナル版における2人は吹き替えであった。最初にザンパノの吹き替えをした声優に難色を示したフェリーニは、黒澤明『羅生門』イタリア語吹き替え版において三船敏郎の声を担当したアルノルド・フォア（en:Arnoldo Foà）の仕事に感銘を受けたことを思い出し、瀬戸際になってフォアを起用することができた。
英語吹き替え版において、クインとベイスハートは自分の役の吹き替えをしたが、マシーナは別の声優が吹き替えをした。

### 日本語吹替
日本では、NHK教育テレビで1971年11月23日の10:30〜12:19に日本語吹き替え版での放送が行われた。その日本語吹き替え音源は、紀伊国屋書店とシネフィルがブルーレイ化の際に収録するため捜索したものの、権利元が音源を紛失しており、視聴者の録画もネット上で公募したが見つからなかったため、ソフト収録や放映が出来ない状態となっている。
2025年1月2日と3日には新たに制作された日本語吹き替え版がシアターバッカスにて上映された。
| 役名           | 俳優                     | 日本語吹替 | 日本語吹替 |
| 役名           | 俳優                     | NHK版      | PDDVD版 |
| -------------- | ------------------------ | ---------- | --- |
| ザンパノ       | アンソニー・クイン       | 小松方正   | 大塚智則 |
| ジェルソミーナ | ジュリエッタ・マシーナ   | 市原悦子   | 衛藤碧衣 |
| イル・マット   | リチャード・ベイスハート | 愛川欽也   | 鷹野玄武 |
| ジラッファ     | アルド・シルヴァーニ     |            | 宮内隆臣 |
| その他         |                          |            | 安藤典子 西川公規 マナユウジ 小野奈緒未 廣岡義崇 大谷雄二 大谷理恵 仲村美由紀 湧津ユウミ 百月麗美華 原田大詩 櫻あや乃 舟木大騎 貝瀬友昭 川端奏 |

## 主題曲
主題曲（Tema Della Strada）を始めとする本作の音楽は、フェデリコ・フェリーニ監督作品を数多く手掛けたニーノ・ロータが作曲した。
主題曲は、後に歌詞が付けられ歌手たちにカバーされた。イタリア語ではミケーレ・ガルディエーリ（Michele Galdieri）が作詞した歌をニラ・ピッツィ（Nilla Pizzi）らが歌っている。
本作が日本で公開された1957年の第8回NHK紅白歌合戦で、「ジェルソミーナ」として中原美紗緒が日本語歌詞で歌っている（訳詞：音羽たかし）。ザ・ピーナッツはあらかはひろしの訳詞、宮城まり子は佐伯孝夫の訳詞、カルメン・マキや島田祐子は訳者不詳の日本語詞で同様に「ジェルソミナ」という曲名の歌を歌っている。
リュシエンヌ・ドリール（Lucienne Delyle）は、ホセ・しばさき（Jose Shibasaki）の日本語詞で「ジェルソミナ」、ロベール・シャブリエ（Robert Chabrier）作詞のフランス語詞で「Gelsomina」を歌っている。
自ら作詞して歌っている歌手に、沢田研二（1991年、曲名「ジェルソミーナ」）、美輪明宏（曲名「ジェルソミーナ」）がいる。
2010年のバンクーバー冬季オリンピックでフィギュアスケート男子シングルの髙橋大輔がこの曲を採用、同種目において日本人選手初のメダリスト（銅メダル）になった。

## 受賞とノミネート
| 年   | 賞                                 | 部門                   | 候補                                         | 結果       |
| ---- | ---------------------------------- | ---------------------- | -------------------------------------------- | ---------- |
| 1954 | ヴェネツィア国際映画祭             | 銀獅子賞               | フェデリコ・フェリーニ                       | 受賞       |
| 1954 | ヴェネツィア国際映画祭             | 金獅子賞               | フェデリコ・フェリーニ                       | ノミネート |
| 1955 | ナストロ・ダルジェント賞           | 最優秀作品監督賞       | フェデリコ・フェリーニ                       | 受賞       |
| 1955 | ナストロ・ダルジェント賞           | 最優秀プロデューサー賞 | ディノ・デ・ラウレンティス、カルロ・ポンティ | 受賞       |
| 1956 | ニューヨーク映画批評家協会賞       | 外国語映画賞           | フェデリコ・フェリーニ                       | 受賞       |
| 1956 | ボディル賞                         | 非アメリカ映画賞       | フェデリコ・フェリーニ                       | 受賞       |
| 1956 | ナショナル・ボード・オブ・レビュー | 外国語映画賞           | フェデリコ・フェリーニ                       | ノミネート |
| 1956 | 英国アカデミー賞                   | 作品賞                 | フェデリコ・フェリーニ                       | ノミネート |
| 1956 | 英国アカデミー賞                   | 主演女優賞             | ジュリエッタ・マシーナ                       | ノミネート |
| 1957 | アカデミー賞                       | 外国語映画賞           | ディノ・デ・ラウレンティス、カルロ・ポンティ | 受賞       |
| 1957 | アカデミー賞                       | 脚本賞                 | フェデリコ・フェリーニ、トゥリオ・ピネリ     | ノミネート |
| 1957 | キネマ旬報                         | 外国映画監督賞         | フェデリコ・フェリーニ                       | 受賞       |
| 1957 | ブルーリボン賞                     | 外国作品賞             | フェデリコ・フェリーニ                       | 受賞       |

イル・マット役のベイスハートは第28回ナショナル・ボード・オブ・レビュー（1956年）においてジョン・ヒューストン監督『白鯨』イシュメール役で助演男優賞を獲得、ジェルソミーナ役のマシーナは第10回カンヌ国際映画祭（1957年）においてフェデリコ・フェリーニ監督『カビリアの夜』カビリア役で女優賞を獲得、ザンパノ役のクインは第29回アカデミー賞（1957年）においてヴィンセント・ミネリ監督『炎の人ゴッホ』ポール・ゴーギャン役で助演男優賞を獲得した。

## 影響
- テレサ・テンは映画のヒロイン・ジェルソミーナの名前の付いた歌「ジェルソミーナの歩いた道」を1981年にリリースした。生前最後の単独コンサート（1985年、NHKホール）で、テレサ・テンは純白のウェディングドレスを着てこの歌を披露した。

- 大槻ケンヂは自著『くるぐる使い』にて同映画に対し「『道』は大好きな映画で、僕は何度見てもホロホロ泣いてしまうのです。」と述べていて、表題作の短編の下敷きに使用したことを明かしている[19]。

- 『男はつらいよ』などで知られる山田洋次は本作に影響を受けたことを公言しており、阿川佐和子司会の番組サワコの朝に出演した際も、音楽リクエストコーナーで、本作のニーノ・ロータのサントラを選んだ[20]。

- フェリーニを敬愛している(井筒和幸 2005)は、自身の推薦映画を紹介する自著で、フェリーニの『8 1/2』『フェリーニのアマルコルド』と共に、本作を推薦している。

- 荒木哲郎監督のアニメ映画『バブル』において、当作のヒロインであるウタの元ネタは本作のヒロインジェルソミーナだという[要出典]。

- NINTENDO 64用ゲームワンダープロジェクトJ2 コルロの森のジョゼットの大道芸集団のザンパーニュは、ザンパノがモデル[要出典]。

## 舞台

### 1984年版
文学座が「ジェルソミーナ」のタイトルで舞台化。主人公をジェルソミーナに変え太地喜和子が演じた。
公演日程
1984年10月26日 - 11月4日、PARCO西武劇場
スタッフ
共同脚本：金子成人、小林勝也
演出：小林勝也
音楽：宇野誠一郎
舞台監督：鈴木正光
出演
太地喜和子、北村和夫、玉井碧、金内喜久夫、梅沢昌代、三木敏彦、安井裕美、鵜沢秀行、山名秀の、田村勝彦、篠倉伸子、熟田一久、永田紀美子、伊藤喜久子、菅生隆之、塚本景子、脇田茂、奥山緑、岡本正巳、水原忍

### 2018年版
音楽劇「道」（La Strada）のタイトルで舞台化。
演出はデヴィッド・ルヴォー。主演・ザンパノを草彅剛が演じる。
公演日程
2018年12月8日 - 28日、日生劇場
スタッフ
演出：デヴィッド・ルヴォー
美術：伊藤雅子
衣裳：前田文子
音楽：江草啓太
振付：三東瑠璃
歌唱指導：西野誠
舞台監督：徳永泰子
主催：ぴあ・梅田芸術劇場
脚本家：ゲイブ・マッキンリー
翻訳：阿部のぞみ
照明：西川園代
ヘアメイク：UDA
音響：長野朋美
クラウン指導：フィリップ・エマール
演出助手：山田翠
企画・制作：梅田芸術劇場
出演
ザンパノ：草彅剛
ジェルソミーナ：蒔田彩珠
イル・マット：海宝直人
モリール：佐藤流司
その他：池田有希子、石井咲、上口耕平、フィリップ・エマール、岡崎大樹、金子大介、鹿野真央、土井ケイト、西川大貴、橋本好弘、春海四方、妃海風、安田カナ